# Steyermarkocloia
Steyermarkocloia (Steyermarkochloeae) és una tribu de la subfamília de les Arundinoides, família de les poàcies, ordre de les poals, subclasse de les commelínides, classe de les liliòpsides, divisió dels magnoliofitins.

## Genères
- Arundoclaytonia
- Steyermarkochloa